# Midt- og Vestsjællands Politi
Midt- og Vestsjællands Politi er en politikreds, der omfatter Greve, Holbæk, Kalundborg, Køge, Lejre, Odsherred, Ringsted, Roskilde, Solrød og Stevns Kommuner. Kredsen har et indbyggertal på ca. 440.000 og et areal på 3.000 km2 fra Stevns i syd til Sjællands Odde i nord. 
Kredsen ledes af politidirektør Jørgen Bergen Skov. Herudover beskæftiger kredsen 740 ansatte, hvoraf ca. 540 er uddannede politifolk.   

## Kredsens politistationer
I kredsen findes 11 politistationer:
- Roskilde Hovedpolitistation
- Holbæk Lokalstation
- Kalundborg Lokalstation
- Køge Lokalstation
- Ringsted Lokalstation
- Nykøbing Sjælland Nærstation
- Gørlev Politiekspedition
- Høng Politiekspedition
- Store Heddinge Politiekspedition
- Asnæs Nærpolitistation
- Hundige Nærpolitistation[3].

## De tre søjler
Midt- og Vestsjællands Politi er organiseret i tre søjler:
- Politisøjlen, der har ansvaret for den politioperative indsats i kredsen
- Anklagemyndigheden, der behandler og fører politikredsens straffesager ved domstolene.
- Stabssøjlen, der sikrer de administrative rammer for kredsens virke[1]